# Rovenkî, Peatîhatkî
Rovenkî (în ucraineană Ровеньки) este un sat în comuna Palmîrivka din raionul Peatîhatkî, regiunea Dnipropetrovsk, Ucraina.

## Demografie
Componența lingvistică a localității Rovenkî
     Ucraineană (100%)
Conform recensământului din 2001, toată populația localității Rovenkî era vorbitoare de ucraineană (100%).